# Iarivka, Horohiv
Iarivka (în ucraineană Ярівка) este un sat în comuna Vilhivka din raionul Horohiv, regiunea Volînia, Ucraina.

## Demografie
Componența lingvistică a localității Iarivka
     Ucraineană (99,71%)
     Alte limbi (0,29%)
Conform recensământului din 2001, majoritatea populației localității Iarivka era vorbitoare de ucraineană (99,71%), existând în minoritate și vorbitori de alte limbi.